# Sony Xperia TX
De Sony Xperia TX is een Android-smartphone van het Japanse conglomeraat Sony uit 2012.
De telefoon lijkt erg veel op de Sony Xperia T. De TX heeft echter een groter scherm en gebruikt tft in plaats van lcd. De Xperia TX heeft een Qualcomm-dualcoreprocessor van 1,5 GHz, 16 GB aan opslaggeheugen (dat uitbreidbaar is), een 13 megapixel-camera aan de achterkant en een 1,3 megapixel-camera aan de voorkant om te kunnen videobellen.

## Scherm
Het beeldscherm heeft een grootte van 11,7 cm (4,6 inch) met een resolutie van 1280 x 720 pixels. Het aanraakscherm is krasbestendig en ondersteunt multitouch-gebaren. De Xperia TX maakt gebruik van HD Reality Display-technologie en de 'BRAVIA-engine' van Sony. Door deze twee technieken wordt het scherm mooier weergegeven.

## Software

### Besturingssysteem
De Sony Xperia TX heeft als besturingssysteem Android 4.0, later wordt daarvan een update verwacht naar versie 4.1. Net zoals vele andere Android-fabrikanten, gooit Sony ook een eigen grafische schil over het toestel, Timescape UI, waarin Twitter en Facebook zijn ingebouwd. De telefoon is 'PlayStation-certified', dat betekent dat men hierop omgebouwde PlayStation-spellen kan spelen.

### Muziek
De telefoon is verbonden met het Sony Entertainment Network, dat gebruikers toegang geeft tot Music & Video Unlimited, een streamings-app vergelijkbaar met Spotify of Deezer. Het Japanse bedrijf heeft de muziekapplicatie vernoemd naar "WALKMAN", de muziekspeler van Sony. In de telefoon zal ook gebruik worden gemaakt van de audiotechnologie 3D surround sound met xLOUD.

### NFC
Daarnaast beschikt het toestel over NFC, dat in combinatie met 'Xperia Smart Tags' (NFC-chips) gebruikt kan worden. De NFC-chips kunnen vervolgens worden gebruikt voor laagwaardige financiële transacties, om bijvoorbeeld applicaties uit de Google Play-appwinkel te kopen.